# Gerd Kanter
Gerd Kanter (Tallinn, 6 mei 1979) is een atleet uit Estland, die is gespecialiseerd in het discuswerpen. Hij werd olympisch kampioen en wereldkampioen in deze discipline. Hij nam viermaal deel aan de Olympische Spelen en won hierbij in totaal twee medailles.

## Biografie

### Begintijd
Kanter was zeventien, toen hij met discuswerpen begon. Hij werd aanvankelijk getraind door Ando Palginõmm. In 2000 werd Vésteinn Hafsteinnson, zelf voormalig discuswerper en nationaal recordhouder van IJsland, zijn coach. Na zijn middelbareschooltijd ging Kanter technische bedrijfskunde studeren aan de Universiteit van Tallinn.
2002 was het jaar van Kanters doorbraak. Had hij het jaar ervoor op de universiade in Peking met 57,44 m nog niet weten door te dringen tot de finale, bij de European Cup Winter Throwing in het Kroatische Pula bereikte hij een vierde plaats met 61,56, een persoonlijk record. Dat jaar wist hij zichzelf verder te verbeteren tot 66,31, waarmee hij opschoof naar de vijftiende plaats op de wereldranglijst. Op de Europese kampioenschappen van 2002 in München leek hij met 63,66 in de kwalificatie een kandidaat voor een van de medailles, maar in de finale kon hij dit niveau niet vasthouden en eindigde hij met 55,14 als twaalfde en laatste.
In 2003 veroverde hij met het winnen van de European Cup Winter Throwing in Gioia Tauro, Italië, met een beste worp van 64,17 zijn eerste titel, maar zijn beste jaarprestatie van 65,27 wist hij toen het er op aankwam, op de wereldkampioenschappen in Parijs, bij lange na niet te benaderen; met 56,63 kwam hij zelfs niet eens door de kwalificatie heen.

### Eerste optreden op OS
In maart 2004 won Gerd Kanter voor de tweede maal de European Cup Winter Throwing, die deze keer op Malta plaatsvond, met een worp van 63,21. Dat jaar verbeterde hij zich verder tot 68,50, waarmee hij zich op de wereldranglijst op de vierde plaats positioneerde. Op de Olympische Spelen van Athene, waar hij voor de eerste maal als vertegenwoordiger van Estland aantrad, kon hij die positie wederom niet verzilveren. Met een beste poging van 60,05 bleef hij, evenals het jaar ervoor op de WK, in de kwalificatieronde steken.

### Tweemaal zilver achter Alekna
In 2005 gooide Gerd Kanter ten slotte alle schroom, die hem in voorgaande jaren had weerhouden van het leveren van zijn beste prestaties op belangrijke momenten, van zich af. Na eerst voor de derde achtereenvolgende maal de European Cup Winter Throwing, gehouden in het Turkse Mersin, te hebben gewonnen met een worp van 66,05, krikte hij vervolgens op 28 april zijn persoonlijke record, tevens nationaal record, op naar 70,10, waarmee hij de wereldranglijst van dat jaar aanvoerde, om daarna het discuswerpen te winnen tijdens de wedstrijd om de Europacup in het Zweedse Gävle. Slechts regerend olympisch kampioen Virgilijus Alekna wist hem in de loop van het seizoen van die eerste plek op de wereldranglijst te verdringen met een beste worp van 70,67. Het Baltische tweetal was dus aan elkaar gewaagd bij de aanvang van de WK in Helsinki en deze keer was het Kanter die aanvankelijk de lakens uitdeelde. Tot in de laatste ronde ging de Est aan de leiding, totdat Alekna hem in zijn allerlaatste poging toch nog wist te passeren. De Litouwer had er echter wel 70,17 voor nodig, een kampioenschapsrecord. Dat Kanter de smaak te pakken had, bewees hij vervolgens twee weken later op de universiade in İzmir, Turkije, waar hij het goud veroverde.
Op 4 september 2006 in Helsingborg gooide Kanter viermaal voorbij de 70 m (69,46 - 72,30 - 70,43 - 73,38 - 70,51 - 65,88). De afstand van 73,38 was de twee na beste worp in de geschiedenis; alleen Jürgen Schult (74,08, 1986) en Virgilijus Alekna (73,88, 2000) gooiden ooit verder. Met deze prestatie werkte Kanter zich verder op tot de onbetwiste leider op de wereldranglijst. De prestatie kwam nog geen maand na de EK in Göteborg, waar hij het toch weer tegen Alekna had moeten afleggen. Zijn 68,03 werd door de Litouwer met 64 centimeter overtroefd en dus werd het opnieuw zilver voor Kanter, geen goud.

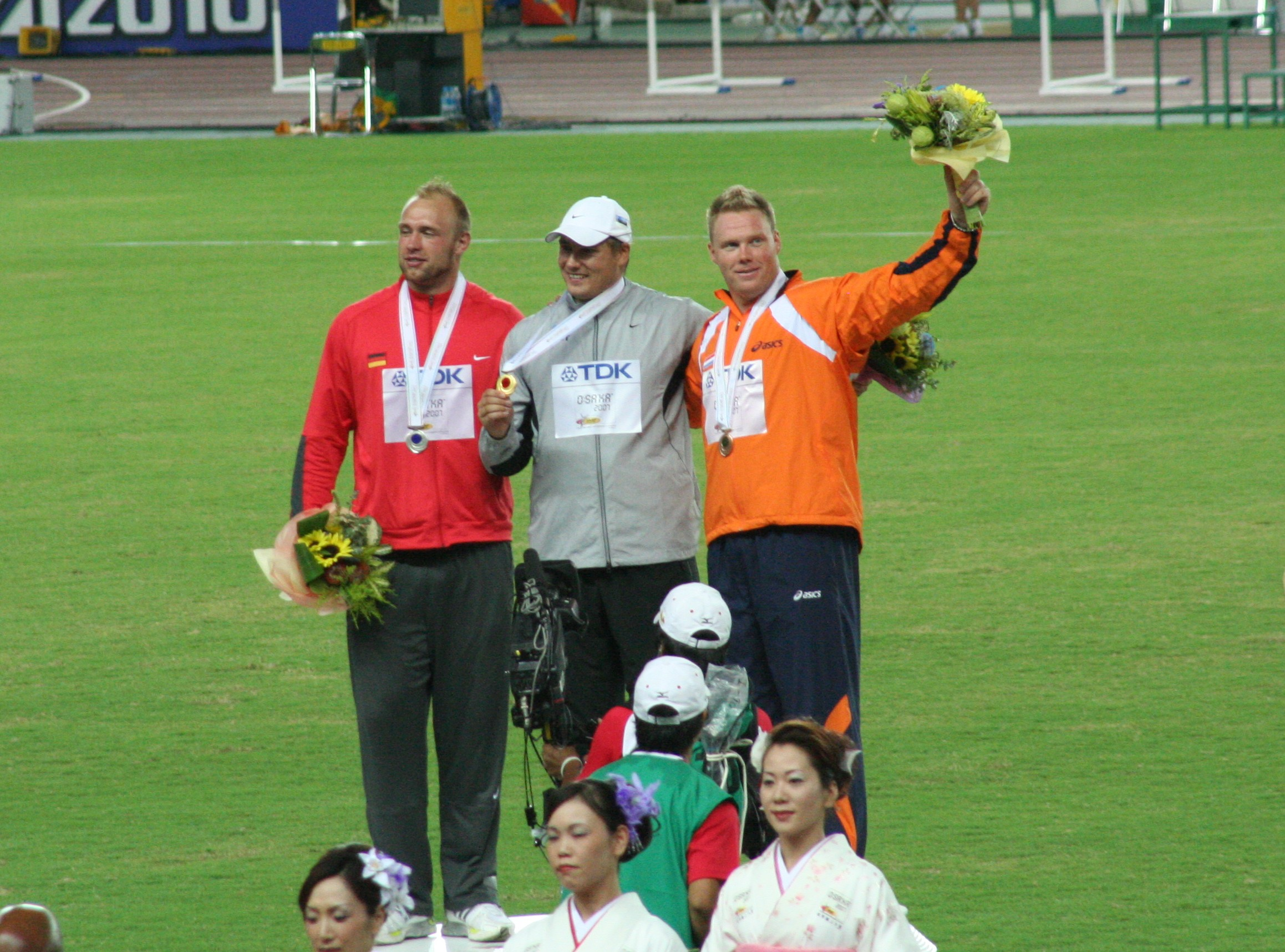
Samen met Robert Harting (links) en Rutger Smith (rechts) na de prijsuitreiking op de WK in Osaka, 2007.

### Wereld- en olympisch kampioen
In de jaren die volgden viel ten slotte alles op zijn plaats. Aan het begin van 2007 won Gerd Kanter met 65,43 voor de vierde maal de European Cup Winter Throwing. Een zeer regelmatig outdoorseizoen volgde, met niet minder dan zeven prestaties boven de 70 meter, waarvan 72,02 de beste was. Op de WK in Osaka ging hij na de kwalificatieronde dan ook met 67,45 aan de leiding, waarna hij in de finale zijn favorietenrol waarmaakte door met een beste worp van 68,94 de overwinning voor zich op te eisen, vóór de Duitser Robert Harting (zilver; 66,68) en de Nederlander Rutger Smith (brons; 66,42). Virgilijus Alekna kwam deze keer niet verder dan 65,24 en werd vierde. Aan het einde van het seizoen won Kanter met 66,54 ook nog het discuswerpen op de wereldatletiekfinale in Stuttgart.
Een jaar later zette hij de kroon op zijn carrière door ook tijdens de Olympische Spelen van 2008 in Peking in zijn specialiteit de gouden medaille te veroveren. Nadat in de olympische finale de Pool Piotr Małachowski in de tweede ronde met 67,82 de leiding had genomen, nam Gerd Kanter die in de vierde ronde met 68,82 van hem over en die prestatie bleek voor de concurrentie onbereikbaar. Voor Małachowski was het zilver weggelegd, terwijl Alekna met een verste worp van 67,79 met het brons huiswaarts keerde.

### Wereldtitel kwijtgeraakt
In 2009 ging Kanter opnieuw goed van start door met 69,70 voor de vijfde maal de European Cup Winter Throwing te winnen, twee weken later bij een indoordemonstratie in het Zweedse Växjö gevolgd door een worp van 69,51, een officieus indoorwereldrecord (officieel wordt er indoor niet met de discus geworpen). Vervolgens nestelde hij zich in de loop van het seizoen met een verste worp van 71,64 opnieuw aan de kop van de wereldjaarranglijst. Op de WK in Berlijn moest hij echter genoegen nemen met het brons, nadat zowel Robert Harting in eigen huis met een PR van 69,43 als Piotr Małachowski met een nationaal record van 69,15 boven zichzelf waren uitgestegen. Zijn overwinning in hetzelfde stadion op de ISTAF, onderdeel van de Golden League-serie, enkele weken later, was een doekje voor het bloeden.
In 2010 zag Kanter af van deelname aan de European Cup Winter Throwing, maar wist hij in de loop van het jaar met 71,45 opnieuw op te klimmen naar de kop van de wereldranglijst. Toch ervoer hij ook steeds meer de concurrentie van Harting, Małachowski en de Hongaar Zoltán Kővágó, die hem in de nieuw van start gegane Diamond League-serie verschillende overwinningen afsnoepten. Dat op de EK in Barcelona Harting (68,87) en Małachowski (68,47) dus voor hem eindigden en goud en zilver opeisten, was geen grote verrassing. Wel dat ook de Hongaar Róbert Fazekas met 66,43 het brons voor zijn neus wegkaapte. Kanter bleef in Barcelona op 66,20 steken en keerde zonder eremetaal huiswaarts.

### Zilver op WK en EK, brons op OS

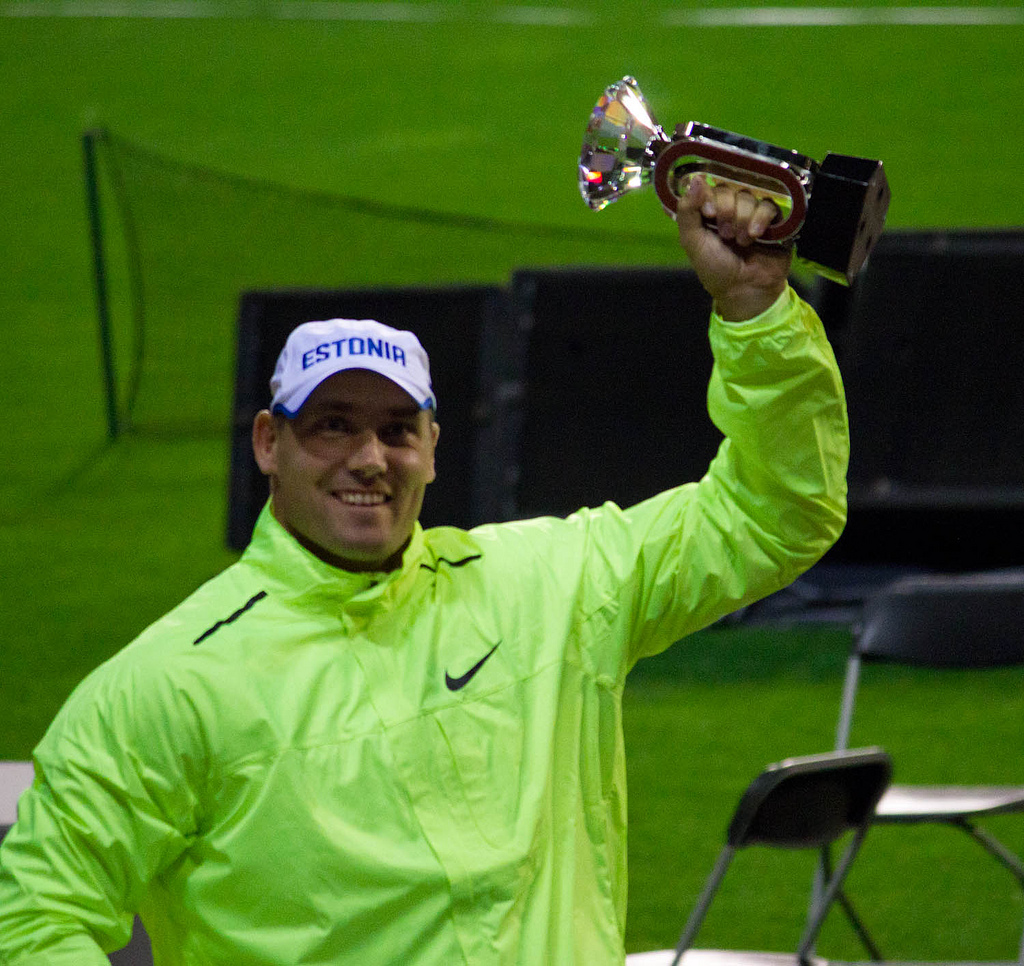
Gerd Kanter viert zijn overwinning in de Diamond League 2012-serie in Brussel.

In 2011 werd langzaam maar zeker duidelijk, dat Robert Harting in het mondiale discuswerpen de te kloppen man was geworden. Daarnaast bleven echter ook Virgilijus Alekna en Gerd Kanter in de race. Alle drie wonnen zij dat jaar een of meerdere wedstrijden in het kader van de Diamond League-serie - de eindoverwinning ging zelfs naar Alekna - en aangezien niemand dat jaar voorbij de 70 meter had geworpen, leek het op de WK in Daegu een open strijd te zullen worden. Harting was in de Zuid-Koreaanse stad echter onbereikbaar. Al bij zijn eerste poging in de finale nam de Duitser met 68,49 de leiding, om die de hele wedstrijd niet meer af te staan, waarbij hij zich bij zijn vierde poging nog verbeterde naar 68,97. Met de met zijn tweede worp bereikte 66,95 bleef Kanter de rest van de concurrentie echter voor, van wie de Iranees Ehsan Hadadi met 66,08 verrassend derde werd.
Hetzelfde drietal verdeelde de medailles een jaar later op de Spelen in Londen. Robert Harting was opnieuw het sterkst en veroverde met 68,27 het goud. Lang zag het er echter naar uit dat Hadadi voor een grote verrassing ging zorgen, want met zijn al bij zijn eerste poging geworpen 68,18 ging de Iraniër in de finale lange tijd aan de leiding. Totdat de Duitser bij zijn vijfde poging orde op zaken stelde en zijn winnende worp produceerde. Hadadi eiste met zijn 68,18 in elk geval wel het zilver voor zich op, terwijl Kanter met een verste worp van 68,03 genoegen nemen met het brons. Alekna viel deze keer met 67,38 buiten de boot.
Een maand eerder was Harting eveneens het sterkst geweest op de EK in Helsinki, waar hij met 68,30 het goud naar zich had toegehaald, vóór Kanter met 66,53 en Rutger Smith met 64,02, nadat de aanvankelijk als derde geklasseerde Hongaar Zoltán Kővágó wegens een overtreding van de dopingreglementen later uit de uitslag was geschrapt.
Gerd Kanter sloot het voor hem toch wel weer succesvolle jaar af met de eindoverwinning in de Diamond League 2012-serie, door tijdens de Memorial Van Damme in Brussel het discuswerpen met 66,84 te winnen.
In 2016 nam hij deel aan de Olympische Spelen van Rio de Janeiro. Met een beste poging van 65,10 m behaalde hij een vijfde plaats.

## Titels
- Olympisch kampioen discuswerpen - 2008
- Wereldkampioen discuswerpen - 2007
- Universitair kampioen discuswerpen - 2005
- Estisch kampioen discuswerpen - 2004, 2005, 2006, 2007, 2008, 2009, 2011, 2012, 2013, 2014

## Persoonlijke records
Outdoor
| Onderdeel    | Prestatie | Datum            | Plaats      |
| ------------ | --------- | ---------------- | ----------- |
| discuswerpen | 73,38 m   | 4 september 2006 | Helsingborg |

Indoor
| Onderdeel    | Prestatie | Datum            | Plaats  |
| ------------ | --------- | ---------------- | ------- |
| kogelstoten  | 17,31 m   | 25 februari 2004 | Tallinn |
| discuswerpen | 69,51 m   | 22 maart 2009    | Växjö   |

## Prestaties

### Kampioenschappen
| Jaar | Wedstrijd            | Plaats         | Resultaat | Afstand |
| ---- | -------------------- | -------------- | --------- | ------- |
| 2002 | EK                   | München        | 12e       | 55,14 m |
| 2004 | Wereldatletiekfinale | Monte Carlo    | 5e        | 63,28 m |
| 2005 | Europacup            | Gävle          | 1e        | 68,16 m |
|      | WK                   | Helsinki       | 2e        | 68,57 m |
|      | Universiade          | İzmir          | 1e        | 65,29 m |
|      | Wereldatletiekfinale | Monte Carlo    | 2e        | 66,01 m |
| 2006 | Europacup            | Praag          | 1e        | 67,49 m |
|      | EK                   | Göteborg       | 2e        | 68,03 m |
|      | Wereldatletiekfinale | Stuttgart      | 2e        | 68,47 m |
| 2007 | WK                   | Osaka          | 1e        | 68,94 m |
|      | Wereldatletiekfinale | Stuttgart      | 1e        | 66,54 m |
| 2008 | OS                   | Peking         | 1e        | 68,82 m |
|      | Wereldatletiekfinale | Stuttgart      | 1e        | 68,38 m |
| 2009 | Europese Wintercup   | Los Realejos   | 1e        | 69,70 m |
|      | Wereldatletiekfinale | Thessaloniki   | 5e        | 65,34 m |
|      | WK                   | Berlijn        | 3e        | 66,88 m |
| 2010 | EK                   | Barcelona      | 4e        | 66,20 m |
| 2011 | WK                   | Daegu          | 2e        | 66,95 m |
| 2012 | EK                   | Helsinki       | 2e        | 66,53 m |
|      | OS                   | Londen         | 3e        | 68,03 m |
| 2013 | WK                   | Moskou         | 3e        | 65,19 m |
| 2014 | IAAF Continental Cup | Marrakech      | 1e        | 64,46 m |
|      | EK                   | Zürich         | 2e        | 64,75 m |
| 2015 | WK                   | Peking         | 4e        | 64,82 m |
| 2016 | EK                   | Amsterdam      | 3e        | 65,27 m |
|      | OS                   | Rio de Janerio | 5e        | 65,10 m |

### Golden League-podiumplekken
| Jaar | Wedstrijd         | Plaats  | Resultaat | Afstand |
| ---- | ----------------- | ------- | --------- | ------- |
| 2005 | Weltklasse Zürich | Zürich  | 2e        | 67,92 m |
| 2006 | Bislett Games     | Oslo    | 3e        | 66,13 m |
|      | Weltklasse Zürich | Zürich  | 2e        | 68,41 m |
| 2007 | Bislett Games     | Oslo    | 2e        | 66,33 m |
| 2009 | ISTAF             | Berlijn | 1e        | 67,88 m |

### Diamond League-podiumplekken
| Jaar | Wedstrijd                       | Plaats      | Resultaat | Afstand |
| ---- | ------------------------------- | ----------- | --------- | ------- |
| 2010 | Golden Gala                     | Rome        | 2e        | 67,69 m |
|      | Herculis                        | Monaco      | 1e        | 67,81 m |
|      | London Grand Prix               | Londen      | 1e        | 67,82 m |
| 2011 | Qatar Athletic Super Grand Prix | Doha        | 1e        | 67,49 m |
|      | Bislett Games                   | Oslo        | 1e        | 65,14 m |
|      | Meeting Areva                   | Saint-Denis | 3e        | 67,24 m |
| 2012 | Eindzege Diamond League         | nvt         |           | nvt     |
|      | Golden Gala                     | Rome        | 3e        | 65,36 m |
|      | London Grand Prix               | Londen      | 1e        | 64,85 m |
|      | Birmingham Grand Prix           | Birmingham  | 2e        | 65,79 m |
|      | Memorial Van Damme              | Brussel     | 1e        | 66,84 m |
| 2013 | Eindzege Diamond League         | nvt         |           | nvt     |
|      | Shanghai Golden Grand Prix      | Shanghai    | 2e        | 63,14 m |
|      | Bislett Games                   | Oslo        | 1e        | 65,52 m |
|      | Meeting Areva                   | Saint-Denis | 3e        | 65,30 m |
|      | London Grand Prix               | Londen      | 3e        | 66,29 m |
|      | Weltklasse Zürich               | Zürich      | 1e        | 67,02 m |
| 2014 | Qatar Athletic Super Grand Prix | Doha        | 3e        | 62,90 m |
|      | Athletissima                    | Lausanne    | 3e        | 64,91 m |
|      | Herculis                        | Monaco      | 3e        | 64,98 m |

## Onderscheidingen
- Estisch sportman van het jaar - 2007, 2008, 2011

1896: Bob Garrett ·
1900: Rudolf Bauer ·
1904: Martin Sheridan ·
1906: Martin Sheridan ·
1908: Martin Sheridan ·
1912: Armas Taipale ·
1920: Elmer Niklander ·
1924: Bud Houser ·
1928: Bud Houser ·
1932: John Anderson ·
1936: Ken Carpenter ·
1948: Adolfo Consolini ·
1952: Sim Iness ·
1956: Al Oerter ·
1960: Al Oerter ·
1964: Al Oerter ·
1968: Al Oerter ·
1972: Ludvík Daněk ·
1976: Mac Wilkins ·
1980: Viktor Rasjtsjoepkin ·
1984: Rolf Danneberg ·
1988: Jürgen Schult ·
1992: Romas Ubartas ·
1996: Lars Riedel ·
2000: Virgilijus Alekna ·
2004: Virgilijus Alekna ·
2008: Gerd Kanter ·
2012: Robert Harting ·
2016: Christoph Harting ·
2020: Daniel Ståhl ·
2024: Rojé Stona
1983: Imrich Bugár ·
1987: Jürgen Schult ·
1991: Lars Riedel ·
1993: Lars Riedel ·
1995: Lars Riedel ·
1997: Lars Riedel ·
1999: Anthony Washington ·
2001: Lars Riedel ·
2003: Virgilijus Alekna ·
2005: Virgilijus Alekna ·
2007: Gerd Kanter ·
2009: Robert Harting ·
2011: Robert Harting ·
2013: Robert Harting ·
2015: Piotr Małachowski ·
2017: Andrius Gudžius ·
2019: Daniel Ståhl ·
2022: Kristjan Čeh ·
2023: Daniel Ståhl
- World Athletics: 14180993
- Virtual International Authority File: 1468154688468848380009